# 朱祚昌
朱祚昌（？—？），字可大，號黃圖，广东广州府東莞縣上南人。明朝解元、政治人物。

## 生平
明神宗萬曆四十六年（1618年），中式戊午科廣東鄉試第一名舉人（解元）。万历四十七年（1619年）聯捷己未科进士。都察院觀政，天啓六年（1626年）除順天府武學教授，七年升國子監博士，崇祯元年轉禮部儀制司主事，本年教习驸马，七年升主客司员外郎、郎中，官至浙江参议，分守金衢严道。會歲大祲，捐俸倡赈，民賴以苏。金衢妖賊蠢動，祚昌核餉蒐卒，先為之備，賊至一鼓歼之。遷廣西按察副使，以忤御史歸。後起四川安綿兵備道，未任卒。

## 家族
曾祖朱明达，寿官。祖父朱廷臣，典宝。父朱吉，儒士。